# Armenië op het Junior Eurovisiesongfestival 2014
Armenië nam deel aan het Junior Eurovisiesongfestival 2014 op Malta. Het is de achtste deelname van het land op het Junior Eurovisiesongfestival. ARMTV was verantwoordelijk voor de Armeense bijdrage voor de editie van 2014. 

## Selectieprocedure
Op 14 september werd de Armeense nationale finale gehouden. Deze werd gewonnen door Betty met haar lied People of the sun. Er namen in totaal tien kandidaten deel aan de Armeense preselectie. Terugkerende artiesten waren de zanger Mika die vorig jaar ook meedeed en toen het liedje Happy day zong en Karen Ohanjan die vorig jaar meedeed met het liedje Share and like.

### Nationale finale
| Volgorde | Artiest                  | Lied               |
| -------- | ------------------------ | ------------------ |
| 1        | Mery Kocharyan           | Chi kareli         |
| 2        | Yuna                     | Walk around        |
| 3        | Arman & Elina            | Galaxy             |
| 4        | Narek                    | Ashun              |
| 5        | Mery M                   | #Peace             |
| 6        | Srbuhi feat.DDJ          | Zurna              |
| 7        | Mika (Mikayel Varosyan)  | Mankutyan khorhurd |
| 8        | Suzy                     | I dream            |
| 9        | Karen Ohanyan feat. Mika | Shine out          |
| 10       | Betty                    | People of the sun  |

## In Malta
Armenië moest als twaalfde van de zestien landen aantreden tijdens het Junior Eurovisiesongfestival 2014. Het land eindigde op de derde plaats met 146 punten, één punt minder dan Bulgarije, die tweede werd. 
2007 · 2008 · 2009 · 2010 · 2011 · 2012 · 2013 · 2014 · 2015 · 2016 · 2017 · 2018 · 2019 · 2020 · 2021 · 2022 · 2023 · 2024
Armenië · Bulgarije · Cyprus · Georgië · Italië · Kroatië · Malta · Montenegro · Nederland · Oekraïne · Rusland · San Marino · Servië · Slovenië · Wit-Rusland · Zweden